# أندرو لازار
أندرو لازار (بالإنجليزية: Andrew Lazar)‏ هو منتج أفلام أمريكي، ولد في 1966 في نيويورك في الولايات المتحدة.

## وصلات خارجية
- أندرو لازار على موقع IMDb (الإنجليزية)
- أندرو لازار على موقع ألو سيني (الفرنسية)
- أندرو لازار على موقع أول موفي (الإنجليزية)
- أندرو لازار على موقع بوكس أوفيس موجو (الإنجليزية)
- أندرو لازار على موقع قاعدة بيانات الأفلام السويدية (السويدية)
- أندرو لازار على موقع قاعدة بيانات الفيلم (الإنجليزية)
- أندرو لازار على موقع كينوبويسك (الروسية)